# Kellett KD-1
El Kellett KD-1 fue un autogiro estadounidense de los años 30 del siglo XX, construido por la Kellett Autogiro Company. Tiene la distinción de ser la primera aeronave práctica de ala rotatoria usada por el Ejército de los Estados Unidos e inauguró el primer servicio de correo aéreo regular usando una aeronave de ala rotatoria.

## Diseño y desarrollo
Usando la experiencia ganada en la construcción de autogiros Cierva bajo licencia, la Kellett Autogiro Company desarrolló el KD-1, que era similar al contemporáneo Cierva C.30. Tenía dos cabinas abiertas, un tren de aterrizaje fijo de rueda de cola y estaba propulsado por un motor radial Jacobs L-4 de 168 kW (225 hp). Después de probar el prototipo, se puso en producción una variante comercial designada KD-1A. El KD-1A tenía un rotor de tres palas plegables y una serie de mejoras menores en detalle. Un KD-1B, que era un KD-1A con cabina cerrada para el piloto, fue operado por Eastern Airlines e inauguró el primer servicio de correo aéreo regular de ala rotatoria, el 6 de julio de 1939.
En 1935, el Ejército de los Estados Unidos compró un KD-1 para evaluarlo y lo designó YG-1; le siguió una segunda aeronave, que tenía equipamiento de radio adicional y que fue designado YG-1A. A estas dos aeronaves les siguió un lote de siete aparatos designados YG-1B. En 1942, se compraron siete más para usarlos en la misión de observación, como XO-60. Seis de los XO-60 fueron remotorizados con Jacobs R-915-3 de 224 kW (300 hp) y fueron redesignados YO-60. Un YG-1B fue modificado con un rotor de velocidad constante y fue redesignado YG-1C, para ser más tarde remotorizado con el más potente R-915 y redesignado de nuevo como XR-2. El XR-2 resultó destruido por problemas de resonancia suelo del rotor y la evaluación continuó con otro YG-1B, designado XR-3.

## Variantes

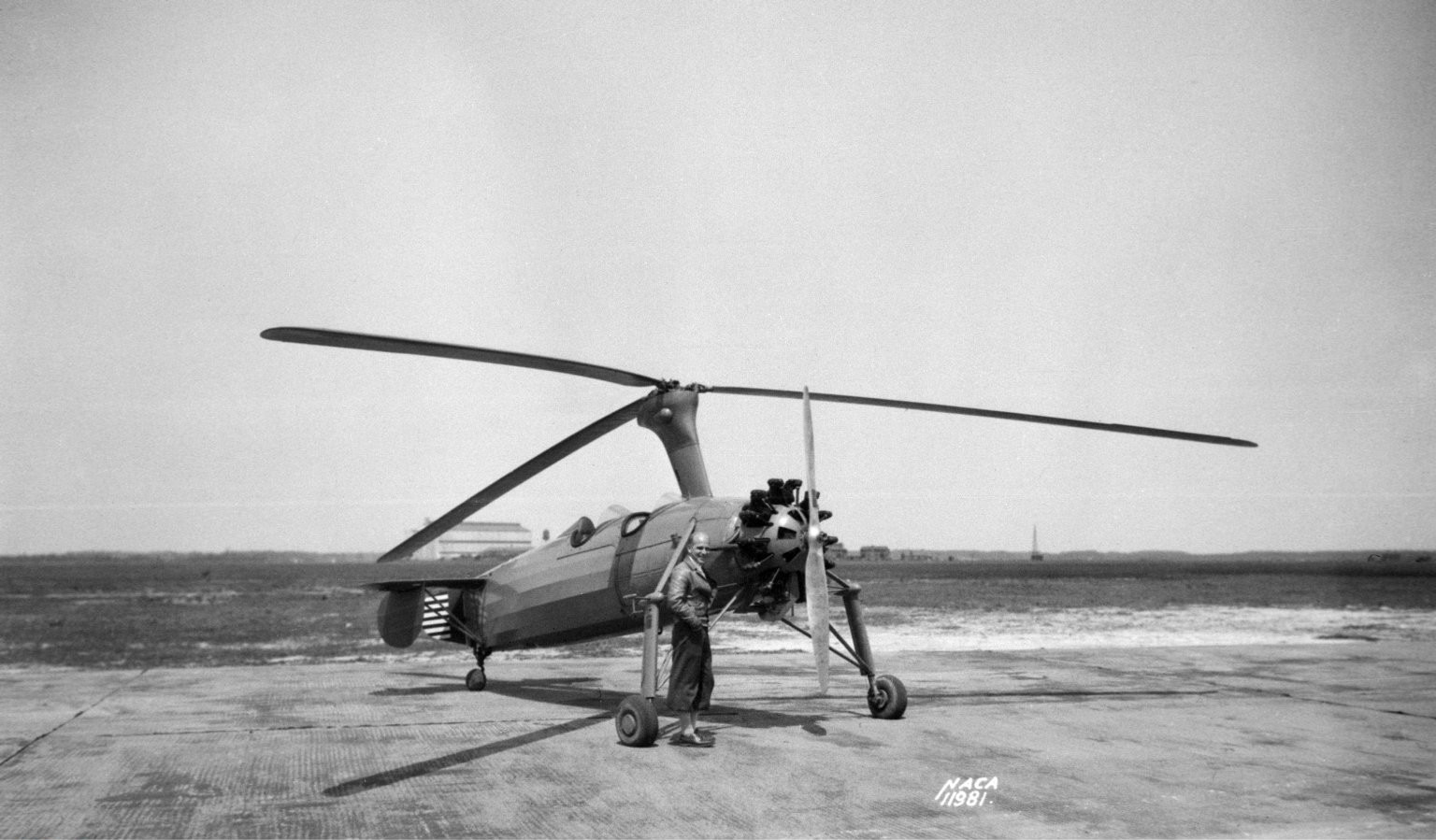
YG-1 (KD-1) en Langley.

KD-1
Prototipo, uno construido.
KD-1A
Variante comercial con cabina abierta y motor radial Jacobs L-4 de 168 kW (225 hp), tres construidos.
KD-1B
Variante comercial con cabina cerrada, dos construidos.
YG-1
Designación del Ejército de los Estados Unidos dada a un KD-1A para evaluación.
YG-1A
Una aeronave similar al YG-1, con la adición de equipamiento radio.
YG-1B
Aeronaves de producción para el Ejército de los Estados Unidos, siete construidos.
YG-1C
Un YG-1B modificado con un rotor de velocidad constante para evaluación, más tarde designado XR-2.
XO-60
Aeronaves de producción para el Ejército de los Estados Unidos con un motor radial Jacobs R-755 de 168 kW (225 hp), siete construidos.
YO-60
Seis XO-60 remotorizados con el motor radial Jacobs R-915-3 de 220 kW (300 hp).
XR-2
Redesignación del YG-1C tras ser remotorizado con un motor radial Jacobs R-915-3 de 220 kW (300 hp).
XR-3
Un YG-1B modificado al estándar del XR-2 para ser evaluado.
Kayaba Ka-Go (prototipo)
Prototipo, basado en una célula de KD-1A reparada por Kayaba.

## Operadores
Estados Unidos
- Cuerpo Aéreo del Ejército de los Estados Unidos

## Especificaciones (KD-1B)

### Características generales
- Tripulación: Dos
- Longitud: 8,8 m (28,8 ft)
- Diámetro rotor principal: 12,2 m (40 ft)
- Altura: 3,1 m (10,2 ft)
- Peso cargado: 1018 kg (2243,7 lb)
- Planta motriz: 1× motor radial de siete cilindros refrigerado por aire Jacobs L-4MA.
  - Potencia: 170 kW (234 HP; 231 CV)

### Rendimiento
- Velocidad máxima operativa (Vno): 201 km/h (125 MPH; 109 kt)
- Alcance: 322 km (174 nmi; 200 mi)
- Techo de vuelo: 4267 m (13 999 ft)

## Aeronaves relacionadas

### Desarrollos relacionados
- Kayaba Ka-1/Ka-2

### Aeronaves similares
- Avian Gyroplane
- Buhl A-1 Autogyro
- Kellett K-2
- Pitcairn PA-18
- Cierva C.30

### Secuencias de designación
- Secuencia K/KD-_ (interna de Kellett): ← K-2 - K-3 - K-4 - KD-1 - KD-2 - KD-10 - KH-15
- Secuencia G-_ (Autogiros del USAAC, 1935-1939): G-1 - G-2
- Secuencia O-_ (Aviones de Observación del USAAC/USAAF, 1924-1942): ← O-57 - O-58 - O-59 - O-60 - O-61 - O-62 - O-63
- Secuencia R-_ (Alas Rotatorias del USAAC/USAAF, 1941-1948): R-1 - R-2 - R-3 - R-4 - R-5 - R-6 →